# VFX-JAPANアワード
VFX-JAPANアワード（VFX-ジャパンアワード）は、日本のCG・VFX映像に対して贈られる賞。2012年にVFX-JAPANにより創設され、2013年に第1回の表彰が行われた。

## 概要
作品のエントリーは応募となっており、ノミネート作品が各部門で4作品まで選出される。VFX-JAPAN理事および会員、有識者の投票によって各部門の優秀賞が決定する。尚、第2回（2014年）から、ノミネート作品を優秀賞として発表し、投票によって最優秀賞を決定する形となっている。
VFX-JAPANアワードの表彰式は、ゆうばり国際ファンタスティック映画祭の1イベントとして執り行われる。

## 受賞一覧

### 第1回（2013年）

#### 劇場公開実写映画部門優秀賞
- ALWAYS 三丁目の夕日'64 - 渋谷紀世子、白組
ノミネート作品
  - のぼうの城
  - はやぶさ 遥かなる帰還
  - BRAVE HEARTS 海猿

#### 劇場公開アニメーション映画部門優秀賞
- friends もののけ島のナキ - 八木竜一、白組
ノミネート作品
  - おおかみこどもの雨と雪
  - アシュラ
  - ヱヴァンゲリヲン新劇場版:Q

#### テレビ番組部門優秀賞
- 坂の上の雲 第3部 - 坂の上の雲　VFXチーム
ノミネート作品
  - 南極大陸
  - 平清盛
  - 牙狼＜GARO＞〜MAKAISENKI〜

#### ゲーム映像部門優秀賞
- Agni’s Philosophy – FINAL FANTASY REALTIME TECH DEMO - 橋本善久、野末武志
ノミネート作品
  - バイオハザード6
  - バイナリードメイン
  - 二ノ国 白き聖灰の女王

#### プロモーションビデオ部門優秀賞
- LOVE LIKE ALIENS  - 田口健太郎、小川洋一、井上敦、山上浩二、ワンダースタンディング、セブンシャッフルズジャパン
ノミネート作品
  - HIDETAKE TAKAYAMA「Express feat. Silla (múm) 」
  - EXILE「BOW & ARROWS」

#### CM、博覧会映像、その他部門優秀賞
- 巨神兵東京に現わる  - 尾上克郎、佐藤敦紀、特撮研究所、ピクチャーエレメント、モーターライズ、マーブリング・ファインアーツ、ミューロン/ローカスト
ノミネート作品
  - GUNDAM FRONT TOKYO DOME-G「GUMDAM DIVE Into The Frontline」
  - 三浦工業　ウルトラピュアソフト　ウォーター　スゴイ水

### 第2回（2014年）

#### 劇場公開実写映画部門最優秀賞
- 少年H - 降籏康男、戸枝誠憲、山本貴歳
劇場公開実写映画部門優秀賞
- ガッチャマン
- リアル〜完全なる首長竜の日〜
- 牙狼＜GARO＞〜蒼哭ノ魔竜〜

#### 劇場公開アニメーション映画部門最優秀賞
- キャプテンハーロック - 荒牧伸志、東映アニメーション、マーザ・アニメーションプラネット
劇場公開アニメーション映画部門優秀賞
  - サカサマのパテマ
  - ベルセルク 黄金時代篇 III 降臨
  - SHORT PEACE

#### テレビ番組部門最優秀賞
- 八重の桜 - 八重の桜VFX チーム
テレビ番組部門優秀賞
  - 牙狼＜GARO＞〜闇を照らす者〜
  - 彼岸島 オープニング
  - 安堂ロイド〜A.I. knows LOVE?〜

#### ゲーム映像部門最優秀賞
- ジョジョの奇妙な冒険 オールスターバトル - 新野範聰、松山洋
ゲーム映像部門優秀賞
  - メタルギア ライジング リベンジェンス
  - 鉄拳タッグトーナメント2
  - ACE COMBAT INFINITY

#### CM・プロモーションビデオ部門最優秀賞
- Silicon;BootDrive - A.T.（淺井健）、林達郎、遠藤正人、鈴木章仁、太田吉洋、樋口良、増尾隆幸
CM・プロモーションビデオ部門優秀賞
  - SUNTORY -196℃ストロングゼロDRY「トランスフォーム」篇
  - SMAP x Softbank PANTONE COLOR meets GALA
  - 日清 カップヌードル SURVIVE! 「はじめての合コン」篇

#### イベント・LIVE映像部門最優秀賞
- TOKYO CITY SYMPHONY - 大八木翼、馬場鑑平、TAKCOM、橋本俊行
イベント・LIVE映像部門優秀賞
  - Ultrabook presents Clap for Dream －社で会いましょう－
  - 生誕80周年記念『藤子・F・不二雄展』 SF（すこしふしぎ）シアター 4Dプロジェクションマッピング
  - KARAKURI

### 第3回（2015年）

#### 劇場公開実写映画部門最優秀賞
- 永遠の0 - （株）白組、渋谷紀世子
劇場公開実写映画部門優秀賞
  - 魔女の宅急便
  - るろうに剣心 京都大火編/伝説の最期編
  - テルマエ・ロマエII

#### 劇場公開アニメーション映画部門最優秀賞
- STAND BY ME ドラえもん - （株）白組、八木竜一
劇場公開アニメーション映画部門優秀賞
  - 楽園追放 -Expelled from Paradise-
  - 劇場版「進撃の巨人」前篇〜紅蓮の弓矢〜
  - 攻殻機動隊ARISE

#### テレビ番組部門最優秀賞
- 軍師官兵衛 - NHK軍師官兵衛VFXチーム、兼沢将人
テレビ番組部門優秀賞
  - シドニアの騎士
  - 甲殻不動戦記 ロボサン
  - カラーでよみがえる東京～不死鳥都市の100年～

#### ゲーム映像部門最優秀賞
- LIGHTNING RETURNS: FINAL FANTASY XIII - （株）スクウェア・エニックス、生守一行
ゲーム映像部門優秀賞
  - メタルギアソリッドV グラウンド・ゼロズ
  - グランツーリスモ6
  - KNACK

#### CM・プロモーションビデオ部門最優秀賞
- ペプシ　桃太郎Episode.ZERO篇 / Episode.1篇 - （株）東北新社、河西正勝
CM・プロモーションビデオ部門優秀賞
  - Panasonic「4K ソリューション：ネイマール不死鳥篇 」
  - 餃子の王国 TVCM「王国登場」篇
  - 日清カップヌードル CM SURVIVE 「就職氷河期」篇

#### イベント・LIVE映像部門最優秀賞
- realtime 3d facetracking ＆ projection mapping OMOTE - （株）ピクス、浅井宣通
イベント・LIVE映像部門優秀賞
  - SUBARU Our gratitude to the Shinjuku area
  - ISSEY MIYAKE “3D Steam Stretch” Concept Movie
  - 鶴ヶ城プロジェクションマッピングはるか 2014「庄助の春こい絵巻」

### 第4回（2016年）

#### 劇場公開実写映画部門 最優秀賞
- バクマン。
劇場公開実写映画部門 優秀賞
  - 進撃の巨人 ATTACK ON TITAN / 進撃の巨人 ATTACK ON TITAN エンド オブ ザ ワールド
  - 寄生獣 完結編
  - 天空の蜂

#### 劇場公開アニメーション映画部門 最優秀賞
- アップルシード アルファ
劇場公開アニメーション映画部門 優秀賞
  - GAMBA ガンバと仲間たち
  - 劇場版「シドニアの騎士」
  - 花とアリス殺人事件

#### テレビ番組部門 最優秀賞
- 生命大躍進
テレビ番組部門 優秀賞
  - アルスラーン戦記
  - ワンパンマン
  - アイムホーム

#### ゲーム映像部門 最優秀賞
- メタルギアソリッドV ファントムペイン
ゲーム映像部門 優秀賞
  - スプラトゥーン
  - DARK SOULS III
  - Bloodborne The Old Hunters

#### CM・プロモーションビデオ部門 最優秀賞
- ペプシ 桃太郎Episode.2篇 / Episode.3篇
CM・プロモーションビデオ部門 優秀賞
  - マルコとマルオの7日間
  - レノアハピネス 「香りトンネル」篇/「花のドレス」篇
  - VELLFIRE 覚悟（黒）篇

#### イベント・LIVE映像部門 最優秀賞
- Panasonic 4K Movie
イベント・LIVE映像部門 優秀賞
  - CURIOSITY ESSENCE Concept Movie
  - ASTON MARTIN brand concept movie “HYPER ORGANISM”
  - “New Camry Dynamic but Gentle Atlantic Road” press conference movie

#### 先導的視覚効果部門 最優秀賞
- happy forest
先導的視覚効果部門 優秀賞
  - 滝のインスタレーション “Interactive Waterfall”
  - えのすい×チームラボナイトワンダーアクアリウム2015「花と魚〜相模湾大水槽」
  - VR作品『日光東照宮 国宝 陽明門』

### 第5回（2017年）

#### 劇場公開実写映画部門 最優秀賞
- シン・ゴジラ
劇場公開実写映画部門 優秀賞
  - 海難1890
  - アイアムアヒーロー
  - 下山天監督作品『ひとにやさしく』

#### 劇場公開アニメーション映画部門 最優秀賞
- 君の名は。
劇場公開アニメーション映画部門 優秀賞
  - KINGSGLAIVE FINAL FANTASY XV
  - GANTZ:O
  - ルドルフとイッパイアッテナ

#### テレビ番組部門 最優秀賞
- 知られざる恐竜王国ニッポン
テレビ番組部門 優秀賞
  - ブブキ・ブランキ
  - SUSHI POLICE
  - 大河ドラマ『真田丸』

#### ゲーム映像部門 最優秀賞
- FINAL FANTASY XV
ゲーム映像部門 優秀賞
  - ストリートファイターV
  - バイオハザード アンブレラコア
  - ペルソナ5

#### CM・プロモーションビデオ部門 最優秀賞
- ガメラ生誕50周年記念映像
CM・プロモーションビデオ部門 優秀賞
  - Max Man & Maya Man
  - FUTURE FACTORY – ロボット工場長、採用。｜グッスマ15周年
  - 『athome.CO.JP 物語』篇

#### ショートフィルム部門 最優秀賞
- 機動警察パトレイバーREBOOT
ショートフィルム部門 優秀賞
  - ムーム
  - THE GIFT

#### 先導的視覚効果部門 最優秀賞
- 9次元からきた男
先導的視覚効果部門 優秀賞
  - RIOオリンピック閉会式
  - ジャパン歌舞伎フェスティバル in ラスベガス 2016 “ウォータースクリーン デジタルショー by 松竹 x チームラボ”
  - 攻殻機動隊 新劇場版 Virtual Reality Diver

### 第6回（2018年）

#### 劇場公開実写映画部門 最優秀賞
- 海賊とよばれた男
劇場公開実写映画部門 優秀賞
  - 東京喰種トーキョーグール
  - 亜人

#### 劇場公開アニメーション映画部門 最優秀賞
- BLAME!
劇場公開アニメーション映画部門 優秀賞
  - ひるね姫
  - 夜明け告げるルーのうた

#### テレビ番組 VFX部門 最優秀賞
- 連続テレビ小説「ひよっこ」タイトルバック
テレビ番組 VFX部門 優秀賞
  - 精霊の守り人 シーズン2 悲しき破壊神

#### テレビ番組 アニメCG部門 最優秀賞
- 宝石の国
テレビ番組 アニメCG部門 優秀賞
  - 正解するカド
  - スナックワールド
  - Lost in Oz

#### ゲーム映像部門 最優秀賞
- グランツーリスモSPORT
ゲーム映像部門 優秀賞
  - 人喰いの大鷲トリコ
  - GRAVITY DAZE 2/重力的眩暈完結編

#### CM・プロモーションビデオ部門 最優秀賞
- 新幹線YEAR2017「四季を走る新幹線」
CM・プロモーションビデオ部門 優秀賞
  - きゃりーぱみゅぱみゅ / 原宿いやほい
  - 関門PRムービー「COME ON！関門!」
  - CRAZYBOY / NEOTOKYO

#### ショートフィルム部門 最優秀賞
- ブレードランナー ブラックアウト 2022
ショートフィルム部門 優秀賞
  - Beyond the Moment of Beauty – Into the Galaxy
  - ZOIDS FIELD OF REBELLION

#### 先導的視覚効果部門 最優秀賞
- 第67回 NHK紅白歌合戦 都庁中継
先導的視覚効果部門 優秀賞
  - ONWARD presents 劇団☆新感線『髑髏城の七人』Season風 Produced by TBS"
  - COCOLORS

### 第7回（2019年）

#### 劇場公開実写映画部門 最優秀賞
- DESTINY 鎌倉ものがたり
劇場公開実写映画部門 優秀賞
  - いぬやしき
  - 北の桜守
  - ホーンテッドテンプル 顔のない男の記録

#### 劇場公開アニメーション映画部門 最優秀賞
- ニンジャバットマン
劇場公開アニメーション映画部門 優秀賞
  - スターシップ・トゥルーパーズ レッドプラネット
  - GODZILLA 決戦機動増殖都市
  - ペンギン・ハイウェイ
  - 映画 HUGっと!プリキュア♡ふたりはプリキュア オールスターズメモリーズ

#### テレビ番組 VFX部門 最優秀賞
- NHK スペシャル「人類誕生」
テレビ番組 VFX部門 優秀賞
  - スペシャルドラマ「荒神」
  - これが恐竜王国ニッポンだ！

#### テレビ番組 アニメCG部門 最優秀賞
- 新幹線変形ロボ シンカリオン
テレビ番組 アニメCG部門 優秀賞
  - 刻刻
  - ひそねとまそたん

#### ゲーム映像部門 最優秀賞
- Project Awakening
ゲーム映像部門 優秀賞
  - モンスターハンター：ワールド
  - STREET FIGHTER V ARCADE EDITION

#### CM・プロモーションビデオ部門 最優秀賞
- カップヌードルCM「HUNGRY DAYS 最終回 篇」
CM・プロモーションビデオ部門 優秀賞
  - GINZA SIX スペシャルムービー「メインストリート」篇
  - マクセル コーポレートムービー「未来のカケラ、この手の中に。」
  - WELL DONE SABOTAGE「NEW ORDER」ミュージックビデオ

#### 先導的視覚効果部門 最優秀賞
- チコちゃんに叱られる!
先導的視覚効果部門 優秀賞
  - REAL 3DMAP TOKYO 夜景
  - IGT-VR
  - Sony Immersive Space Entertainment / KLEIN